# Александр (цар Трої)
Алекса́ндр (хетт. Alaksandu, дав.-гр. Αλέξανδρος) — напівлегендарний володар Трої, в давньогрецькій міфології — син Іла й Еврідіки (за іншою версією — син Кікна), молодший брат Лаомедонта.
За відомостями з хеттських архівів, Александр, ще коли був царевичем, посварився зі старшими братами, і втік з міста. А потім звернувся по допомогу до хеттського царя Муваталлі II. Той прийняв втікача і дав йому військо, за допомогою якого Александр здобув троянський престол. І віддячив хеттам тим, що визнав їхню зверхність. Але це не сподобалися ахейцям на чолі Акагамунасом (згодом ототожненим з Гераклом), які пішли проти Іліона війною, перемогли і всадили на троянському престолі старшого брата Александра, Лаомедонта.
Один з історичних прототипів міфологічного Паріса.